# ホンダ・CX
CX（シーエックス）は、かつて本田技研工業が製造販売していたオートバイのシリーズ商標である。

## 概要
※詳細についてはホンダ・GL#概要ならびにホンダ・GL#車両解説も参照のこと。
1977年に発表された水冷4ストロークV型2気筒4バルブOHVエンジン搭載モデルは、日本国内仕様がWING（ウイング）のペットネームを付帯してGLの商標で販売されたが、海外向け仕様は1974年から輸出されていた排気量999㏄の水平対向4気筒エンジンを搭載するモデルがGOLD WING GL1000の車名を使用していたことから一部を除きCXがシリーズ商標として使用され、後に日本国内仕様車も1982年以降のモデルチェンジで統合された。
搭載されるエンジンは当初排気量496㏄のみであったが、後に396㏄仕様のCX-EURO/CUSTOMが加わり、1983年モデルからは673㏄にスープアップされたほか、ターボチャージャー付も追加されたため以下に示す5種類がラインナップされた。
| HONDA CX シリーズ搭載エンジン一覧 | HONDA CX シリーズ搭載エンジン一覧 | HONDA CX シリーズ搭載エンジン一覧 | HONDA CX シリーズ搭載エンジン一覧 | HONDA CX シリーズ搭載エンジン一覧 | HONDA CX シリーズ搭載エンジン一覧 |
| 型式                              | 水冷4ストロークV型2気筒4バルブOHV | 水冷4ストロークV型2気筒4バルブOHV | 水冷4ストロークV型2気筒4バルブOHV | 水冷4ストロークV型2気筒4バルブOHV | 水冷4ストロークV型2気筒4バルブOHV |
| 排気量                            | 396cc                             | 496cc                             | 496cc                             | 673cc                             | 673cc                             |
| 内径x行程                         | 73.0x47.4（mm）                   | 78.0x52.0（mm）                   | 78.0x52.0（mm）                   | 82.5x63.0（mm）                   | 82.5x63.0（mm）                   |
| 圧縮比                            | 10.0                              | 10.0                              | 7.2                               | 9.8                               | 8.0                               |
| 吸気                              | 自然吸気                          | 自然吸気                          | ターボ                            | 自然吸気                          | ターボ                            |
| 過給圧                            |                                   |                                   | 1.4kg/mm                          |                                   | 1.4kg/mm                          |
| 燃料供給                          | キャブレター                      | キャブレター                      | 燃料噴射                          | キャブレター                      | 燃料噴射                          |
| 供給装置                          | CVx2→VB2Cx2                       | CVx2                              | PGM-FI                            | VB2Bx2                            | PGM-FI                            |
| 点火方式                          | 無接点式CDI→フルトランジスタ      | 無接点式CDI→フルトランジスタ      | フルトランジスタ                  | フルトランジスタ                  | フルトランジスタ                  |
| 最高出力                          | 40ps/9,500rpm                     | 48ps/9,000rpm                     | 82ps/8,000rpm                     | 64ps/8,000rpm                     | 100ps/8,000rpm                    |
| 最大トルク                        | 3.2kg-m/7,500rpm                  | 4.1kg-m/7,000rpm                  | 8.1kg-m/5,000rpm                  | 6.2kg-m/6,000rpm                  | 10.5kg-m/5,000rpm                 |
| スペック備考                      | JIS                               | JIS                               | DIN                               | 北米仕様                          | DIN                               |
| --------------------------------- | --------------------------------- | --------------------------------- | --------------------------------- | --------------------------------- | --------------------------------- |

## モデル一覧
本項では日本国内仕様と海外向け輸出仕様にわけて解説を行う。

### 日本国内仕様
※ホンダ・GL#モデル一覧も参照のこと。

#### CX-EURO

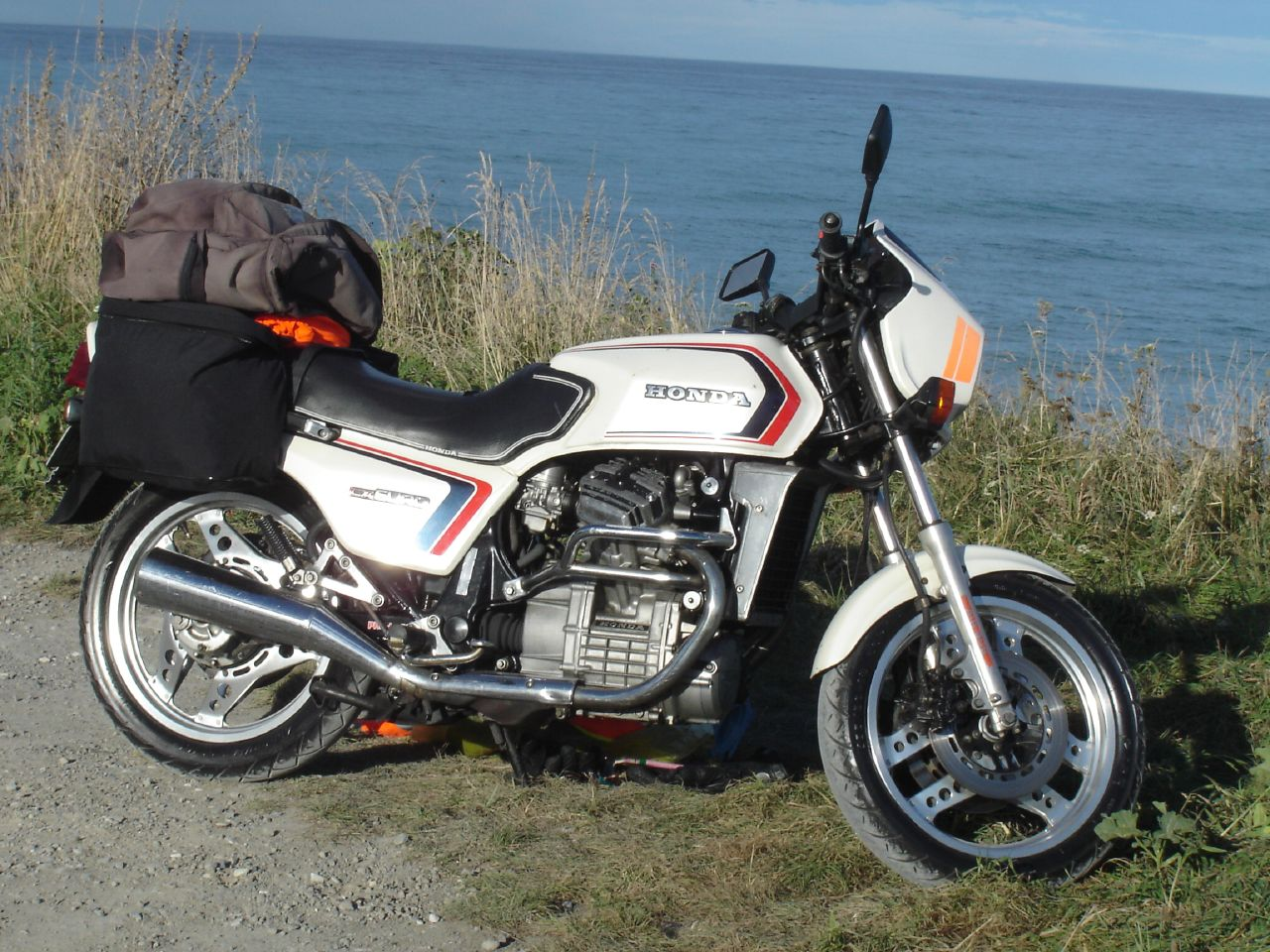
CX-EURO

型式名NC06。1982年3月30日発表、同年4月1日発売。ロードスポーツタイプとなるウイング（GL400）からのフルモデルチェンジ車。後述するCX500 TURBO・CX650 TURBOを反映したCX500 Eと同様に20L燃料タンクや角型に変更されたハロゲンヘッドランプのほか、ハーフタイプのフェアリングを装備するが法規上はメータバイザーである。
また足回りでは以下の変更が実施された。
- コムスターホイールを新デザインのブーメランタイプへ変更。
- 後輪ブレーキをシングルディスク化。
- フロントサスペンションにブレーキトルク応答型アンチダイブ機構（TRAC）を装備。
- リヤサスペンションのショックアブソーバーはFVQダンパー[注 6]を廃しプロリンクへ変更。
- 前後ホイールを18インチに統一しタイヤサイズは100/90-18-56S（前）・120/80-18-62S（後）へ変更。

#### CX-CUSTOM
型式名NC10。1983年2月28日発表、同年3月1日発売。アメリカンタイプとなるウイングカスタム（GL400カスタム）からのフルモデルチェンジ車である。装備品などは後述するCX650 CUSTOMに準ずる仕様でウイングカスタムからの変更点を以下に示す。
- フロントディスクブレーキをシングル化
- タイヤサイズを3.50S19-4PR（前）・130/90-16-67S（後）→100/90-19 57S（前）・140/90-15-70S（後）へ変更。
- ホイールをコムスターから星型アルミキャストへ変更。
- キャスター角/トレールを26.5°/100mm→32°/126mmへ変更。
- 燃料タンクのデザインを変更し容量を12Lへ増大。
- キャブレターをケーヒン製VB2Cx2基へ変更し最高出力42ps/9,500rpm・最大トルク3.3kg-m/7,500rpmにアップ。

### 海外向け輸出仕様
※en:Honda CX seriesも参照のこと。

#### CX500
| CX500 |  | CX500 CUSTOM |
| CX500 |  | CX500 CUSTOM |

日本国内仕様WING GL500に該当するモデル。詳細はホンダ・GL#GL400・500を参照のこと。

#### CX500 CUSTOM
日本国内仕様WING GL500 CUSTOMに該当するモデル。詳細はホンダ・GL#GL400カスタム・500カスタムを参照のこと。

#### CX500/650 E
| CX500E |  | CX650E |
| CX500E |  | CX650E |

日本国内仕様CX-EUROの輸出仕様に該当するモデル。1982年モデルが500、1983年モデルが650で後述するターボ搭載モデルと一部パーツを共有する。
イギリスを含むヨーロッパならびにオーストラリアのほか、北米市場ではカナダのみへ輸出販売された。

#### CX650 CUSTOM
日本国内仕様CX-CUSTOMの輸出仕様に該当するモデル。1983年モデルのみが輸出販売された。

#### GL500/650 SILVER WING
北米向け輸出仕様車のうち前面大型フェアリングやサイドパニアケースを標準装備するモデルは、例外的にゴールドウイングシリーズの姉妹車と設定されSILVER WINGのペットネームを持ちGLの商標で販売された。1981年・1982年モデルが500。1983年モデルが650である。このうち後者が日本市場向けに若干の改修を行いRC16型WING INTERSTATES（GL700インターステーツ）として800台限定で販売された。

#### CX500 TURBO・CX650 TURBO
本シリーズが搭載する水冷4ストロークV型2気筒4バルブOHVエンジンに石川島播磨重工業（現・IHI）が開発した1981年当時で世界最小量産型ターボチャージャーを日本のオートバイメーカーでは初めて装着したモデルである。当初は低燃費化を目的に日本国内での型式認可取得も運輸省（現・国土交通省）へ申請したが、パワーアップばかりが注目されたため却下され、北米地区ならびに西ドイツ（現・ドイツ連邦共和国）向け輸出専用モデルとして1982年モデルが排気量498㏄のCX500 TURBO（型式名PC03）、1983年モデルが排気量673㏄のCX650 TURBO（型式名RC16）として総数1,777台が製造販売された。
出力の大幅アップに対応して5速マニュアルトランスミッション・クラッチなどを強化したほか、正確な燃料供給や過給圧制御の観点から燃料供給は電子式燃料噴射装置（PGM-FI）を同社の2輪車として初めて搭載。フロントサスペンションにブレーキトルク応答型アンチダイブ機構（TRAC）を装備し、ブレーキも前ダブル・後シングルのディスクブレーキとされた。また外見上の特徴として前面大型カウルのほか、サイレンサーにTURBOのデカールを装着する。
計器類は本シリーズ他車と一線を画すもので速度・回転・水温・燃料のアナログ4針メーターのほか、デジタル表示の時計・ピクトグラム表示のブースト計・残5Lで点灯する燃料残量警告灯・燃料噴射装置異常時警告灯を装備する。
最大過給圧は1.4kg/mmとされ、スペックは500が最高出力82ps/8,000rpm・最大トルク8.1kg-m/5,000rpm、650が最高出力100ps/8,000rpm・最大トルク10.5kg-m/5,000rpm。ただし500の過給開始点が4,500rpmでそれ以下の回転では自然吸気エンジンと同等のトルクであるため650ではさらに低回転から過給を開始するように改善されたほか、以下の相違点がある。
| 車名                | CX500 TURBO       | CX650 TURBO       |
| 型式                | PC03              | RC16              |
| 全長x全幅x全高（m） | 2.260x0.720x1.345 | 2.240x0.740x1.368 |
| 車両重量（kg）      | 239               | 230               |
| カウル素材          | FRP               | 複合ABS樹脂       |
| 1次減速比           | 2.056             | 1.725             |
| 最終減速比          | 3.091             | 3.400             |
| 前輪タイヤ          | 3.50V-18-4PR      | 100/90-18-56V     |
| ------------------- | ----------------- | ----------------- |

またCX650 TURBOではドイツ向け仕様車と北米地区向け仕様車では法規の違いなどから以下の相違がある。
| 仕向地                      | ドイツ                | 北米             |
| フロントカウルTURBOデカール | 左右反転              | 正位置           |
| ホイール・テレスコピック    | 金色                  | 銀色             |
| ボディカラー                | 白+青・橙ライン       | 白+青・赤ライン  |
| ハンドル                    | フラット              | アップ           |
| ハンドルバーエンドウェイト  | 有                    | 無               |
| サイドマーカー              | なし                  | あり             |
| リヤカウルHONDAロゴ         | 橙色                  | 黒色             |
| リヤフェンダー              | 大型                  | 小型             |
| リヤリフレクター            | 小型長方形            | 大型スクエア     |
| リヤウインカーレンズ        | 大型                  | 中型             |
| フロントスクリーン          | ロング                | ショート         |
| ミラーステー                | 太                    | 細               |
| 速度計表示                  | km                    | mph・km併記      |
| パッシングスイッチ          | 有                    | 無               |
| ヘッドライトスイッチ        | ON-OFF/LOW-HIGH一体型 | LOW-HIGH切替のみ |
| ポジションランプ            | 有                    | 無               |
| コーションプレート          | フレーム右側          | フレーム左側     |
| --------------------------- | --------------------- | ---------------- |